# 蕊木宁
蕊木宁（也称为柯蒲木宁碱）是一种有机化合物，化学式为C21H26N2O2，在体外（In vitro）具有抗膽鹼劑活性。